# Târnava (Sibiu)
Târnava oder auch Tîrnava [tɨrˈnawa] (veraltet Proștea Mare; deutsch Großprobstdorf, siebenbürgisch-sächsisch Griusspriusstref, ungarisch Nagyekemező, Prépostfalva) ist eine Gemeinde im Kreis Sibiu in der Region Siebenbürgen in Rumänien.

## Lage

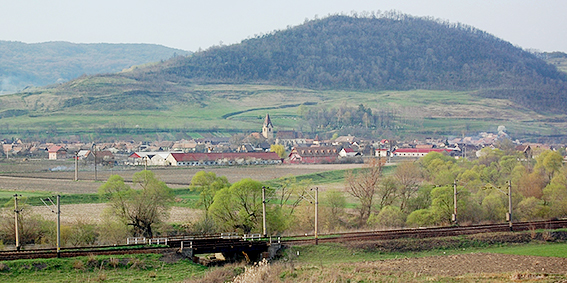
Groß-Probstdorf von Süden gesehen. Im Vordergrund die Eisenbahnlinie.

Die Ortschaft liegt fünf Kilometer südwestlich von Mediaș (Mediasch) entfernt im nördlichen Teil des Kreises Sibiu, am Fluss Târnava Mare (Große Kokel).

## Geschichte
Im Jahr 1331 wurde die Ortschaft als Ekeemeza Maior erstmals urkundlich erwähnt. Es wird angenommen, dass die Gründung der Siedlung bereits deutlich früher – d. h. vor der Ansiedlung der Siebenbürger Sachsen – vermutlich durch Szekler erfolgte. Zunächst war Groß-Probstdorf Teil der Hermannstädter Provinz „Sieben Stühle“, bevor Ende des 18. Jahrhunderts die Unterstellung unter den Mediascher Stuhl erfolgte.
Schon ab den 1960er-Jahren, vor allem aber nach der Wende von 1989 wanderte die überwiegende Mehrheit der deutschsprachigen Bevölkerung nach Deutschland aus. Sie gründeten hier eine Heimatortsgemeinschaft (HOG).

## Infrastruktur

### Verkehr
Die Gemeinde liegt an der elektrifizierten Bahnstrecke Teiuș–Brașov und der Nationalstraße DN14 etwa 50 Kilometer von der Kreishauptstadt Sibiu (Hermannstadt) entfernt.

### Bildung, Wirtschaft und Soziales
Bereits im Jahr 1567 ist die Existenz einer Schule in Groß-Probstdorf belegt. Der Ort verfügt heute über einen Kindergarten, eine Grundschule und ein Lyzeum. 
Die Mehrheit der Einwohner ist in den Bereichen Landwirtschaft, Obstbau, Viehzucht, Handel und Kleinindustrie beschäftigt.

### Umweltsituation
Aufgrund seiner Nähe zum benachbarten Copșa Mică (Klein-Kopisch), wo sich eine Rußfabrik und ein Buntmetallbetrieb befinden, die insbesondere in den 1980er Jahren in einem katastrophalen Zustand waren, leidet die Umwelt in Târnava bis heute erheblich.

## Sehenswürdigkeiten
- Evangelische Kirche, spätgotisch. Der originale Altar (Ende 15. / Anfang 16. Jahrhundert) befindet sich seit den 1960er Jahren im Hermannstädter Brukenthalmuseum. Die Kirche stehen unter Denkmalschutz.[6]
- Heldendenkmal für die Gefallenen des Zweiten Weltkrieges (errichtet 1945)

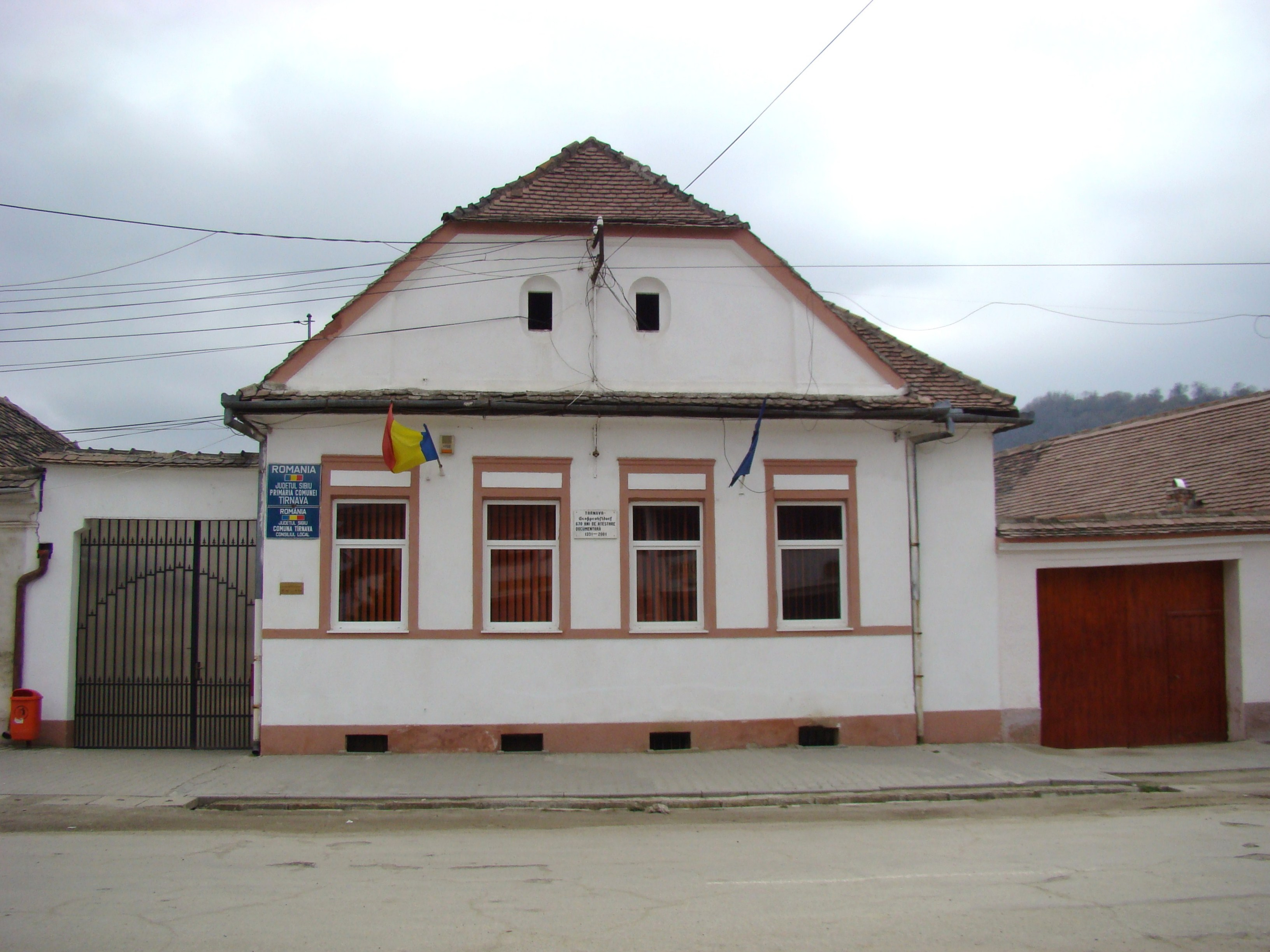
Rathaus
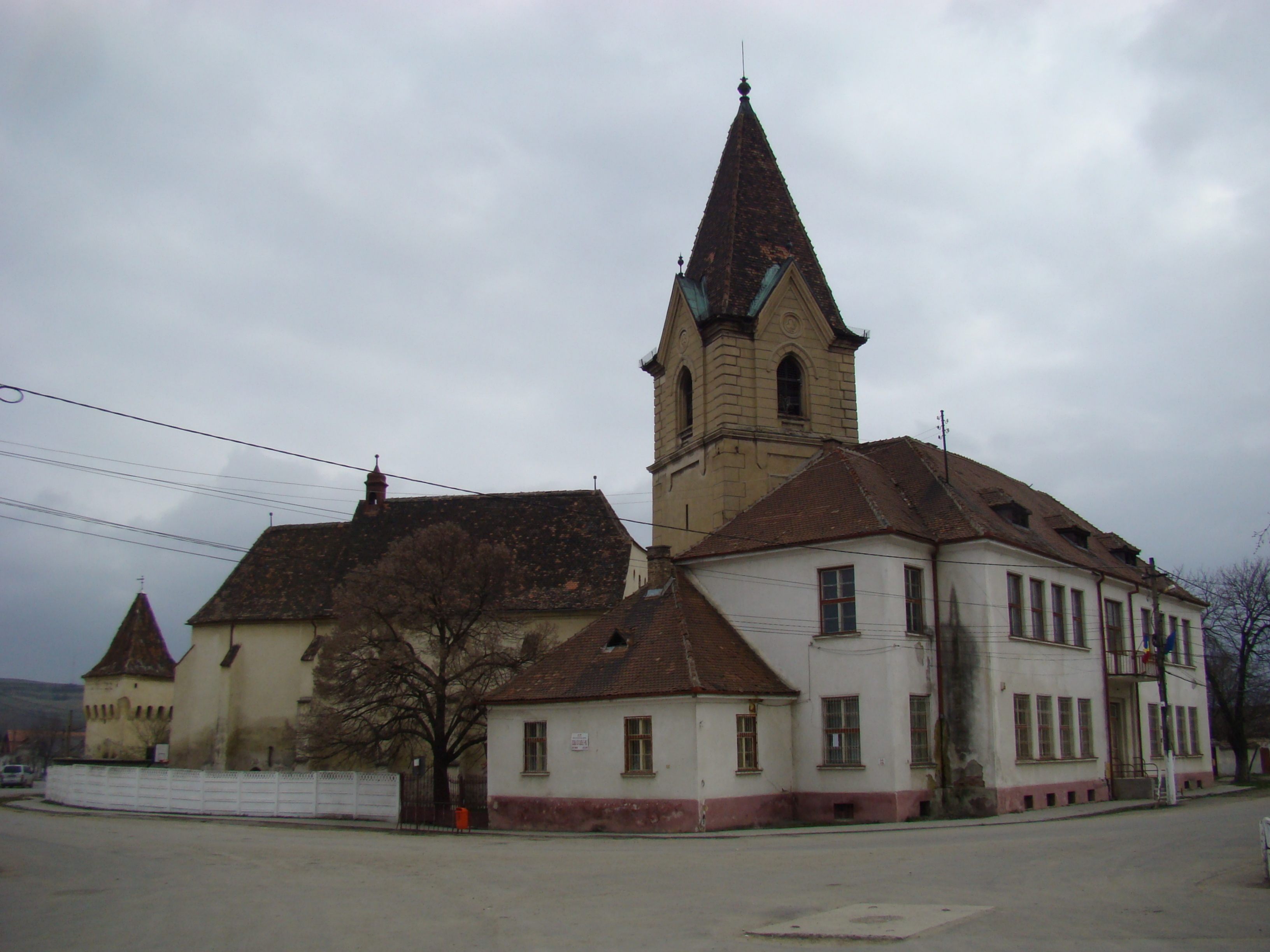
Evangelische Kirche, Glockenturm und Schule in Târnava
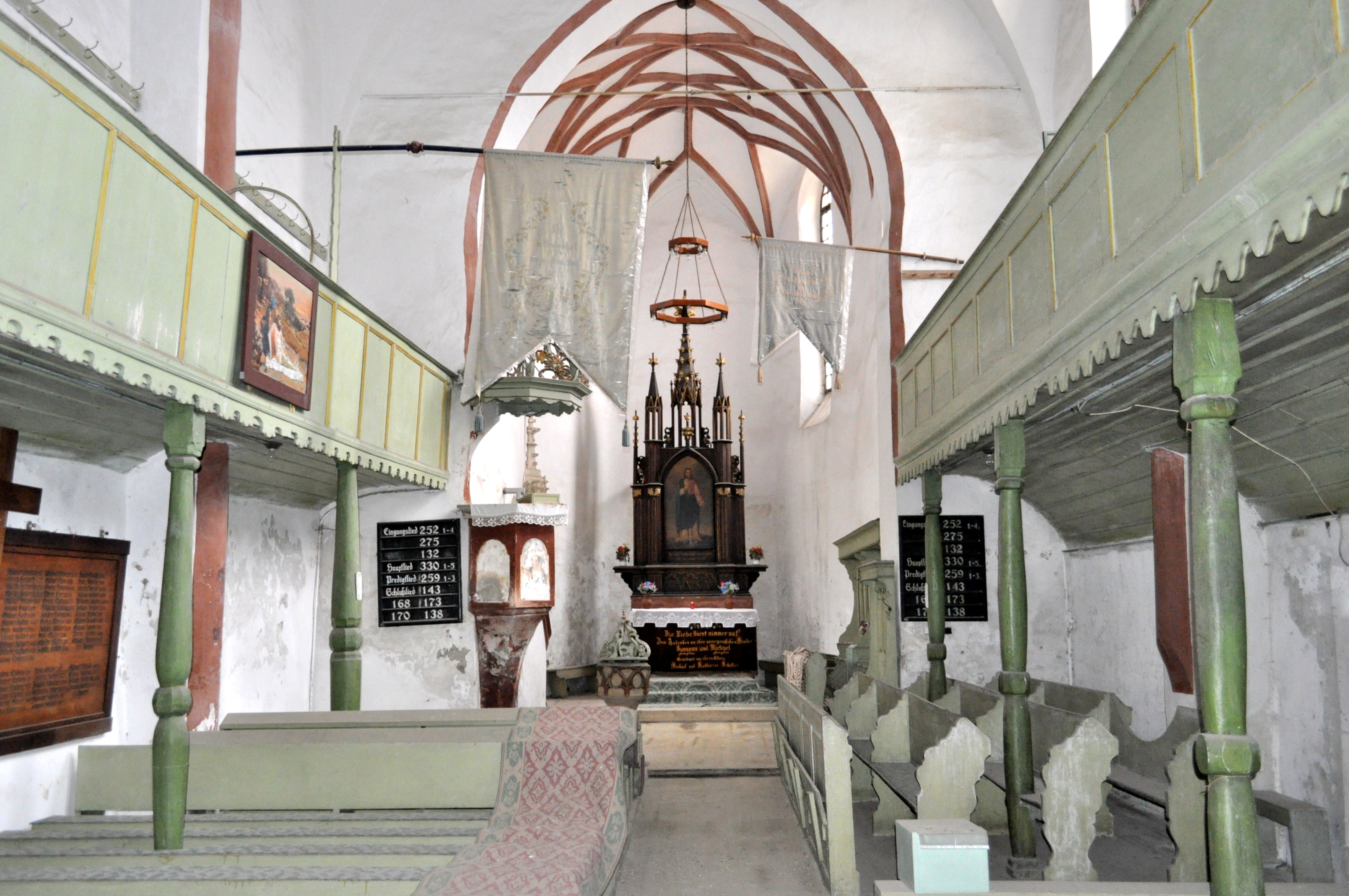
Innenansicht der evangelischen Kirche
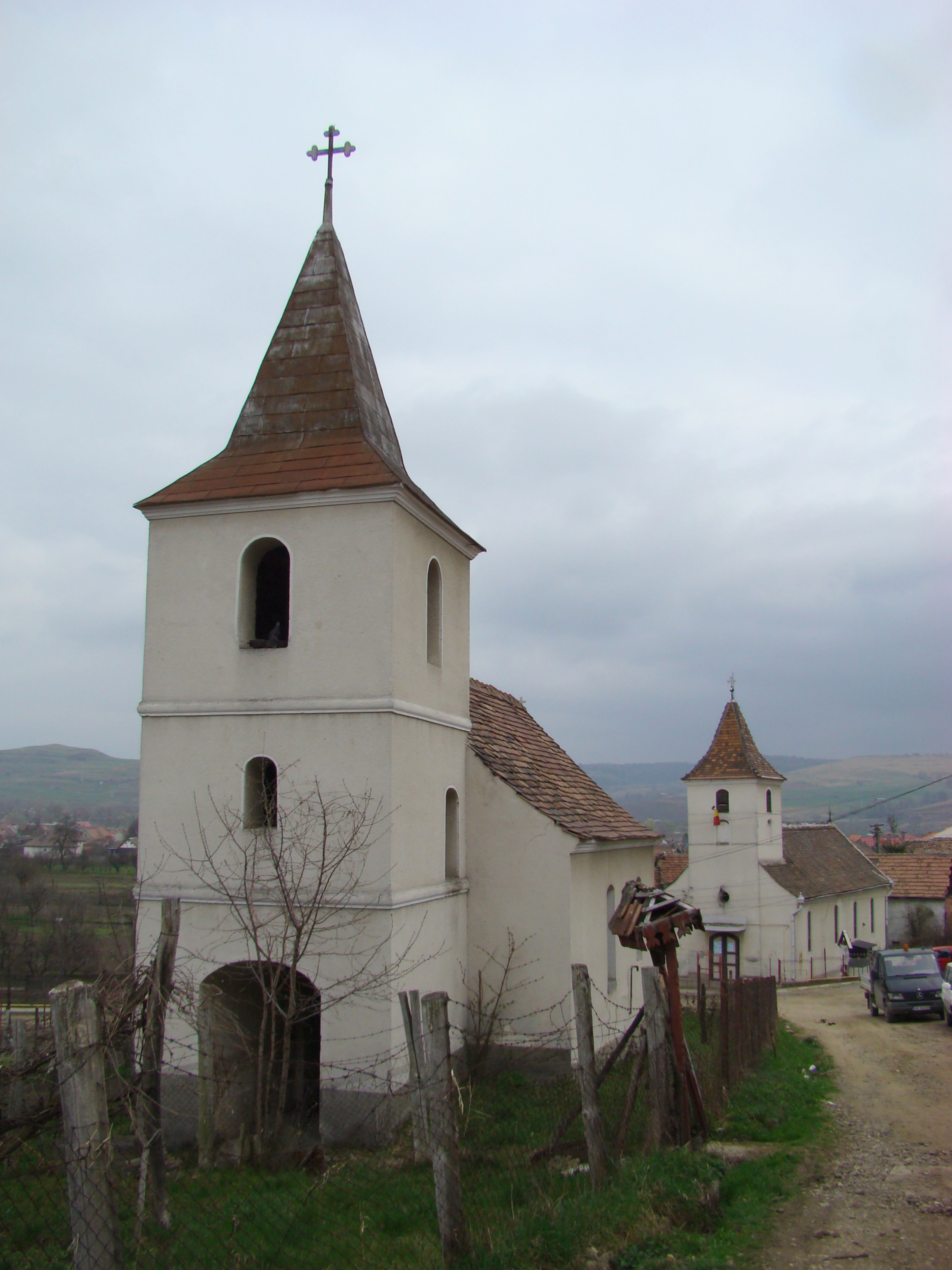
Kirchen in Târnava

## Persönlichkeiten
- Michael Ambrosi sen. (1862–1933), Siebenbürgischer Weinbaupionier, Gründer der Ambrosi-Rebschule[7]
- Michael Ambrosi jun. (1880–1940), Autor von Weinbaufachbüchern[7]
- Gerhard Michael Ambrosi (* 1943), deutscher Wissenschaftler, emeritierter Professor für Europäische Wirtschaftspolitik an der Universität Trier[8], Enkel von Michael Ambrosi jun., Ehrenbürger seit 2002[9]